# Linda Sällström
Linda Charlotta Sällström (* 13. Juli 1988) ist eine finnische Fußballspielerin. Die Stürmerin steht bei Vittsjö GIK in Schweden unter Vertrag und spielt seit 2007 für die finnische Nationalmannschaft, deren Rekordtorschützin sie seit dem 8. Oktober 2019 und Rekordnationalspielerin seit dem 25. Februar 2025 ist.

## Leben und Karriere
Die Finnlandschwedin Linda Sällström ist in der zweisprachigen Stadt Vanda (finnisch Vantaa) in der Hauptstadtregion aufgewachsen und machte ihr Abitur am schwedischsprachigen Brändö gymnasium in Helsingfors (Helsinki). Direkt nach dem Gymnasium zog sie mit 19 Jahren nach Stockholm um Profispielerin zu werden. Sie versuchte neben dem Fußball ein Medizinstudium an der Universität Linköping zu absolvieren, aber brach es zugunsten ihrer sportlichen Karriere wieder ab. 2015 versuchte sie es erneut und studiert seitdem Medizin im Teilzeitstudium an der Universität Lund und damit in räumlicher Nähe zu ihrem Verein in Vittsjö und ihrem Wohnort in Hässleholm.

### Vereine
Sällström begann ihre Karriere beim Verein Korson PS und spielte später für Tikkurilan PS. Zur Saison 2008 wechselte sie zu Djurgården Damfotboll in die schwedische Liga. Im gleichen Jahr wurde sie zur Fußballerin des Jahres in Finnland gewählt – ein Ehrung, die sie zudem 2011 und 2019 erhielt. Nach zwei Spielzeiten wechselte sie zum Ligakonkurrenten Linköpings FC und gewann mit dem Verein den Supercup, wobei sie das Tor zum 2:0-Endstand gegen Umeå IK erzielte. In der UEFA Women’s Champions League 2010/11 erreichte sie mit Linköping das Viertelfinale gegen Arsenal. Nach einem 1:1 im Meadow Park und einem 2:2 in Linköping schieden sie aufgrund der Auswärtstorregel aus. Sällström  hatte dabei zwei der drei Tore ihrer Mannschaft erzielt.
War sie in den ersten beiden Spielzeiten noch Stammspielerin, kam sie danach aufgrund von drei Kreuzbandrissen nur noch zu wenigen Einsätzen. Zur Saison 2015 wechselte sie zum Vittsjö GIK, wo sie sofort wieder Stammspielerin war. In der Saison 2017 war sie mit 15 Toren zweitbeste Torschützin. 2018 wechselt sie in der laufenden Saison nach Frankreich um für den Paris FC in der Division 1 Féminine zu spielen. Mit 12 Toren, die sie in 21 von 22 Spielen erzielte, war sie in ihrer ersten Saison zusammen mit Viviane Asseyi sechstbeste Torschützin. Aufgrund der COVID-19-Pandemie, durch die die Saison 2019/20 vorzeitig abgebrochen wurde, kam sie in ihrer zweiten Spielzeit in Frankreich nur zu 12 Einsätzen, in denen sie vier Tore erzielte. In der Saison 2020/21 hatte sie 19 Liga-Einsätze, konnte aber nur ein Tor erzielen. Danach kehrte sie zurück in ihre Heimat und spielte für eine Saison für HJK Helsinki. Zur Saison 2022 wechselte sie zurück zu Vittsjö GIK.

### Nationalmannschaft
International nahm Sällström an der U-19-Europameisterschaft 2005 in Ungarn und der U-20-Weltmeisterschaft 2006 in Russland teil. Am 31. Mai 2007 spielte sie in einem Spiel gegen Norwegen erstmals in der A-Nationalmannschaft.  Bei der EM-Endrunde 2009 in ihrer Heimat kam sie in den drei Gruppenspielen und beim Aus im Viertelfinale zum Einsatz, bei dem sie das Tor zum 2:3-Endstand gegen England erzielte. In der  Qualifikation für die WM 2011 hatte sie sieben Einsätze und erzielte fünf Tore. Durch eine 1:3-Heimniederlage gegen Italien im vorletzten Spiel, bei der sie den zwischenzeitlichen Ausgleich erzielte, verpassten die Finninnen die Play-offs der Gruppensieger. Erfolgreicher verlief die Qualifikation für die EM 2013, bei der sie allerdings nur in den ersten vier Spielen eingesetzt werden konnte, in denen sie fünf Tore erzielte. 2012 wurde sie mit 5 Toren noch Torschützenkönigin des Zypern-Cups, durch den ersten Kreuzbandriss verpasste sie dann aber nicht nur die restlichen Qualifikationsspiele, sondern auch die Endrunde. In der nach der EM begonnenen Qualifikation für die WM 2015 konnte sie nur im zweiten und dritten Spiel mitwirken, dann setzte ein weiterer Kreuzbandriss sie wieder außer Geflecht. In der Qualifikation für die EM 2017 konnte sie ihre Mannschaft dann wieder in allen acht Spielen und mit drei Toren unterstützen, scheiterte mit ihrer Mannschaft  aber als einziger Teilnehmer von 2013.  In der Qualifikation für die WM 2019 kam sie in allen acht Spielen zum Einsatz, verpasste keine Minute und erzielte vier Tore, belegte mit ihrer Mannschaft aber nur den dritten Platz. Im Februar 2021 konnten sich die Finninnen dann wieder für eine Endrunde qualifizieren. Sällström kam dabei in allen acht  Qualifikationsspielen zum Einsatz und erzielte zehn Tore. Davon erzielte sie beim 8:1-Sieg am 8. Oktober 2019 gegen Albanien vier Tore, stellte damit zunächst den Landesrekord von Laura Österberg Kalmari ein und steigerte ihn dann auf 43 Tore. Am 7. November 2019 bestritt sie beim 4:0-Sieg gegen Zypern ihr 100. Länderspiel.
Am 25. November 2021 erzielte sie ihr 50. Tor bei der 1:2-Niederlage gegen Schweden in der Qualifikation für die WM 2023 zum zwischenzeitlichen 1:1.
Am 9. Juni 2022 wurde sie für die EM-Endrunde nominiert. Bei der EM erzielte sie im Auftaktspiel nach 50 Sekunden die 1:0-Führung für ihre Mannschaft gegen Spanien und damit das schnellste Tor bei einer EM-Endrunde seitdem es die Gruppenspiele gibt, verlor aber am Ende mit ihrer Mannschaft mit 1:4.
Am 25. Februar 2025 stellte sie beim 1:0-Sieg in der UEFA Women’s Nations League 2025 gegen Ungarn mit ihrem 147. Länderspiel den Landesrekord von Anna Westerlund ein.